# Yorgos Loukos
Yorgos Loukos (* 1948 oder 1950 in Athen) ist ein griechischer Balletttänzer und Choreograph.
Loukos studierte Architektur an der École des Beaux-Arts in Paris und Philosophie an der Université de Provence. Daneben nahm er Tanzunterricht und trat dann mit dem klassischen und dem modernen Repertoire am Opernhaus Zürich, dem Théâtre du Silence in Paris, dem Ballet National de Marseille und an der Metropolitan Opera in New York auf. 1984 wirkte er an einer Aufführung der Medea durch Robert Wilson mit dem Ballett der Opéra National de Lyon mit. Er blieb dem Ensemble verbunden, dessen Leiter er seit 1991 ist.
Seit 1992 leitet Loukos das zweijährliche Internationale Tanzfestival in Cannes. Im Jahr 2005 übernahm er die Leitung des Internationalen Theaterfestivals in Athen, das mit über einhundert Aufführungen von Arbeiten der internationalen Theateravantgarde in jedem Sommer zu einem der bedeutendsten Festivals seiner Art in Europa wurde.

## Quelle
- European Culture Congress - Yourgos Loukos